# Liste des sites classés et inscrits de la Loire-Atlantique
Cet article recense les sites classés et inscrits en Loire-Atlantique, en France.

## Listes

### Méthodologie
Les données compilées ci-dessous proviennent de la DREAL des Pays de la Loire, données mises à jour en 2021,,. La date correspond à celle de la première protection du site (par arrêté ou décret). Les coordonnées sont celles du barycentre de la surface protégée.

### Sites classés
Le tableau suivant recense les sites classés de Loire-Atlantique en 2023.
| Site                                                   | Commune(s) | Date             | Superficie (ha) | Critères / Notes | Coordonnées                        | Photo |
| ------------------------------------------------------ | --- | ---------------- | --------------- | --- | ---------------------------------- | ----- |
| Chataignier des Nonneries                              | Abbaretz | 6 septembre 1933 | 0,06            | | 47° 33′ 18″ nord, 1° 28′ 26″ ouest |       |
| Marais salants de Guérande                             | Batz-sur-Mer, Le Croisic, Guérande, Le Pouliguen, La Turballe | 13 février 1996  | 3 694,81        | Pittoresque, historique, scientifique Les marais salants de Guérande, conjointement avec ceux du Mès au nord, forment un site Ramsar depuis 1995, ; avec les traicts du Croisic et dunes de Pen-Bron, ils forment un site Natura 2000. Ils font également l'objet d'une inscription sur la liste indicative du patrimoine mondial depuis 2002. | 47° 18′ 32″ nord, 2° 27′ 07″ ouest |       |
| Lac de Grand-Lieu                                      | Bouaye, La Chevrolière, Pont-Saint-Martin, Port-Saint-Père, Saint-Aignan-Grandlieu, Saint-Léger-les-Vignes, Saint-Lumine-de-Coutais, Saint-Mars-de-Coutais, Saint-Philbert-de-Grand-Lieu | 24 août 1982     | 7 494,83        | Pittoresque Site Ramsar, et Natura 2000, réserve naturelle nationale et régionale. Certains lieux bordant le lac forment un site inscrit distinct. | 47° 05′ 46″ nord, 1° 40′ 30″ ouest |       |
| Estuaire de la Loire                                   | Bouée, La Chapelle-Launay, Cordemais, Couëron, Frossay, Lavau-sur-Loire, Le Pellerin, Rouans, Saint-Étienne-de-Montluc, Vue                                                              | 25 avril 2002    | 6 765,26        | Pittoresque, scientifique Site Natura 2000 | 47° 15′ 18″ nord, 1° 52′ 52″ ouest |       |
| Vallée de l'Erdre                                      | Carquefou, La Chapelle-sur-Erdre, Nantes, Sucé-sur-Erdre | 7 avril 1998     | 1 314,09        | Pittoresque Site Natura 2000. Une partie de la vallée de l'Erdre forme un site inscrit distinct. | 47° 17′ 53″ nord, 1° 31′ 41″ ouest |       |
| Parc du château de Clermont                            | Le Cellier | 23 août 1932     | 2,62            | Partie du parc en surplomb au-dessus de la Loire. Le château en lui-même n'est pas concerné par cette protection. | 47° 19′ 26″ nord, 1° 19′ 59″ ouest |       |
| Pavillon et pierre de Clermont                         | Le Cellier | 18 avril 1931    | 0,06            | Dans le parc du château de Clermont. | 47° 19′ 34″ nord, 1° 19′ 55″ ouest |       |
| Rocher de la Thébaudière                               | Le Cellier | 18 avril 1931    | 0,14            | | 47° 18′ 29″ nord, 1° 21′ 32″ ouest |       |
| Vieux ifs du château de Clermont                       | Le Cellier | 25 mars 1926     | 0,04            | Artistique Ensemble de quatre ifs dans le parc du château. | 47° 19′ 26″ nord, 1° 20′ 10″ ouest |       |
| Marais de Goulaine                                     | La Chapelle-Heulin, Haute-Goulaine, Le Landreau, Le Loroux-Bottereau, Saint-Julien-de-Concelles                                                                                          | 22 février 2001  | 2 167,9         | Pittoresque, scientifique Site Natura 2000. Une partie du site est simplement inscrit. | 47° 12′ 11″ nord, 1° 22′ 52″ ouest |       |
| Carrière des Fusillés                                  | Châteaubriant | 7 mai 1993       | 6,71            | Historique Monument aux Fusillés : Inscrit MH (2016) | 47° 43′ 26″ nord, 1° 20′ 53″ ouest |       |
| Chaussée de Gervaux                                    | Clisson | 26 février 1936  | 11,28           | Site s'étendant de chaque côté de la Sèvre Nantaise au niveau du lieu-dit de Gervaux. Une partie distincte est inscrite. | 47° 05′ 38″ nord, 1° 17′ 06″ ouest |       |
| Rives de la Sèvre à Clisson                            | Clisson | 10 août 1934     | 0,31            | Bande de terrain de 15 m sur la rive droite de la Sèvre Nantaise avant sa confluence avec la Moine. | 47° 05′ 13″ nord, 1° 16′ 44″ ouest |       |
| Grande côte de la presqu'île du Croisic                | Le Croisic | 10 juillet 1933  | 6,59            | Petites parties de la côte sauvage au niveau de Penn Avel. Un site distinct est classé sous le même nom au Pouliguen. Les parties de la côte sauvage non-classées, au Croisic et à Batz-sur-Mer, sont inscrites, tout comme le domaine maritime au large du Pouliguen.                                                                         | 47° 17′ 06″ nord, 2° 31′ 05″ ouest |       |
| Sentier de l'arsenal au Moulin Neuf                    | Gétigné | 25 novembre 1941 | 3,17            | Partie du sentier de l'Arsenal au Moulin Neuf | 47° 04′ 55″ nord, 1° 15′ 50″ ouest |       |
| Sentier de l'Arsenal au Moulin Neuf                    | Gétigné | 28 octobre 1942  | 0,25            | Rive droite de la Sèvre Nantaise entre ces deux lieux-dits. | 47° 04′ 48″ nord, 1° 15′ 43″ ouest |       |
| Site du Val                                            | Grand-Auverné, Moisdon-la-Rivière | 28 juillet 1938  | 17,65           | | 47° 35′ 17″ nord, 1° 20′ 28″ ouest |       |
| Chapelle du Lieu-Saint et ses abords                   | Guémené-Penfao | 21 décembre 1936 | 0,02            | | 47° 36′ 29″ nord, 1° 44′ 38″ ouest |       |
| Allée de chênes du château de Lucinière                | Joué-sur-Erdre | 9 février 1949   | 1,67            | | 47° 28′ 52″ nord, 1° 27′ 25″ ouest |       |
| Domaine de Vieille-Cour                                | Mauves-sur-Loire | 3 décembre 1942  | 5,54            | Partie du domaine dominant la Loire | 47° 17′ 53″ nord, 1° 22′ 34″ ouest |       |
| Parc et étang du château de la Bretesche               | Missillac | 17 mai 1943      | 123,92          | Parc et étang entourant le château de la Bretesche-en-Missilac | 47° 29′ 02″ nord, 2° 10′ 30″ ouest |       |
| Étang de la Forge                                      | Moisdon-la-Rivière | 13 novembre 1942 | 25,91           | | 47° 36′ 11″ nord, 1° 20′ 46″ ouest |       |
| Chapelle de Prigny et son placître                     | Les Moutiers-en-Retz | 6 septembre 1933 | 0,13            | | 47° 03′ 58″ nord, 1° 58′ 52″ ouest |       |
| Fuie du château des Dervallières                       | Nantes | 22 août 1934     | 0,26            | | 47° 13′ 19″ nord, 1° 35′ 35″ ouest |       |
| Propriété de la Micotière                              | Oudon | 8 décembre 1948  | 4,48            | | 47° 20′ 53″ nord, 1° 17′ 28″ ouest |       |
| Tour crénelée de la Marlaisière                        | Oudon | 9 décembre 1942  | 0,81            | | 47° 21′ 14″ nord, 1° 13′ 59″ ouest |       |
| Château de Pornic et ses abords                        | Pornic | 17 août 1956     | 3,08            | | 47° 06′ 50″ nord, 2° 06′ 22″ ouest |       |
| Corniche de la Noëveillard                             | Pornic | 26 novembre 1941 | 5,18            | | 47° 06′ 40″ nord, 2° 06′ 43″ ouest |       |
| Grande côte de la presqu'île du Croisic                | Le Pouliguen | 28 juillet 1938  | 34,45           | Côte sauvage entre Batz-sur-Mer et la pointe de Penchâteau. Un site distinct est classé sous le même nom au Croisic. Les parties de la côte sauvage non-classées, au Croisic et à Batz-sur-Mer, sont inscrites, tout comme le domaine maritime au large du Pouliguen.                                                                          | 47° 15′ 36″ nord, 2° 26′ 10″ ouest |       |
| Allée de buis du presbytère de Saint-Lumine-de-Coutais | Saint-Lumine-de-Coutais | 17 mars 1936     | 0,05            | | 47° 03′ 29″ nord, 1° 43′ 30″ ouest |       |
| Rocher du Rohain                                       | Saint-Lyphard | 15 décembre 1936 | 0,26            | | 47° 21′ 58″ nord, 2° 20′ 10″ ouest |       |
| Parc du château de Juigné                              | Vair-sur-Loire | 31 décembre 1942 | 16,34           | Parc dominant la Loire ; l'édifice en lui-même n'est pas concerné par la protection. | 47° 22′ 23″ nord, 1° 09′ 11″ ouest |       |

### Sites inscrits
Le tableau suivant recense les sites inscrits de Loire-Atlantique.
| Site                                               | Commune(s) | Date              | Superficie (ha) | Notes | Coordonnées                        | Photo |
| -------------------------------------------------- | --- | ----------------- | --------------- | --- | ---------------------------------- | ----- |
| Grande côte de la presqu'île du Croisic            | Batz-sur-Mer, Le Croisic, Le Pouliguen | 8 juin 1970       | 262,61          | Pittoresque Partie de la côte sauvage qui ne sont pas classées. Le site inscrit remplace et étend un site précédemment inscrit en 1934.                                                        | 47° 16′ 55″ nord, 2° 30′ 04″ ouest |       |
| Lac de Grand-Lieu                                  | Bouaye, La Chevrolière, Saint-Aignan-Grandlieu, Saint-Léger-les-Vignes, Saint-Lumine-de-Coutais, Saint-Mars-de-Coutais, Saint-Philbert-de-Grand-Lieu                                                           | 31 août 1989      | 206,78          | 32 ensembles bordant le lac de Grand-Lieu. | 47° 05′ 24″ nord, 1° 42′ 43″ ouest |       |
| Vallée de l'Erdre                                  | Carquefou, La Chapelle-sur-Erdre, Nantes, Sucé-sur-Erdre | 15 septembre 1971 | 1 187,32        | Une partie de la vallée de l'Erdre forme un site classé distinct. | 47° 20′ 02″ nord, 1° 30′ 50″ ouest |       |
| Chapelle Saint-Méen, prieuré et leurs abords       | Le Cellier | 26 novembre 1942  | 0,2             | | 47° 20′ nord, 1° 19′ ouest         |       |
| Folies Siffait                                     | Le Cellier | 26 novembre 1942  | 7,03            | | 47° 20′ 13″ nord, 1° 18′ 47″ ouest |       |
| Marais de Goulaine                                 | La Chapelle-Heulin, Haute-Goulaine, Le Loroux-Bottereau | 2 février 1970    | 519,48          | Pittoresque Parties non-classées du site. | 47° 11′ 56″ nord, 1° 23′ 28″ ouest |       |
| Grande Brière                                      | La Chapelle-des-Marais, Crossac, Donges, Guérande, Herbignac, Montoir-de-Bretagne, Saint-André-des-Eaux, Saint-Joachim, Saint-Lyphard, Saint-Malo-de-Guersac, Saint-Nazaire, Sainte-Reine-de-Bretagne, Trignac | 13 mars 1967      | 24 022,91       | Pittoresque Site Ramsar,site Natura 2000, Réserve naturelle régionale. | 47° 22′ 34″ nord, 2° 13′ 52″ ouest |       |
| Chaussée de Gervaux                                | Clisson | 26 février 1936   | 1,14            | Site s'étendant sur la rive droite de la Sèvre Nantaise ; une partie distincte est classée. | 47° 05′ 38″ nord, 1° 17′ 02″ ouest |       |
| Rives de la Sèvre                                  | Clisson | 10 août 1934      | 1,35            | Bande de terrain de 15 m de chaque côté de la Sèvre dans la traversée de la ville de Clisson.                                                                                                  | 47° 05′ 17″ nord, 1° 16′ 48″ ouest |       |
| Relais du Grand-Pont-Veix                          | Conquereuil | 11 mars 1943      | 4,11            | | 47° 36′ 50″ nord, 1° 43′ 59″ ouest |       |
| Château et parc de la Rousselière                  | Frossay | 16 novembre 1973  | 93,93           | Pittoresque | 47° 14′ 10″ nord, 1° 57′ 04″ ouest |       |
| Étang de la Forge et rivière le Don                | Grand-Auverné | 4 mars 1943       | 15,35           | | 47° 36′ 04″ nord, 1° 20′ 35″ ouest |       |
| Rocher de la Carabosse                             | Guémené-Penfao | 17 décembre 1942  | 49,54           | | 47° 37′ 16″ nord, 1° 48′ 29″ ouest |       |
| Butte de la Roche                                  | Le Loroux-Bottereau | 8 janvier 1976    | 59,64           | Pittoresque | 47° 12′ 54″ nord, 1° 22′ 05″ ouest |       |
| Terrasse Sainte-Marguerite                         | Mauves-sur-Loire | 4 décembre 1942   | 5,47            | Terrasse du château de la Droitière dominant la Loire | 47° 18′ 11″ nord, 1° 22′ 01″ ouest |       |
| Étangs de Cope-Choux et butte des Tertres          | Mésanger, Mouzeil | 29 mars 1943      | 13,84           | | 47° 26′ 02″ nord, 1° 17′ 31″ ouest |       |
| Parc du Grand-Blottereau                           | Nantes | 28 septembre 1966 | 11,35           | Pittoresque | 47° 13′ 37″ nord, 1° 30′ 40″ ouest |       |
| Place Mellinet                                     | Nantes | 20 juillet 1974   | 3,97            | Pittoresque | 47° 12′ 40″ nord, 1° 34′ 34″ ouest |       |
| Propriété de la Houssinière                        | Nantes | 9 février 1949    | 11,35           | Pittoresque | 47° 14′ 28″ nord, 1° 33′ 00″ ouest |       |
| Ruines du château de Vieille-Cour                  | Oudon | 26 novembre 1942  | 0,03            | | 47° 21′ 47″ nord, 1° 17′ 06″ ouest |       |
| Butte d'Abélard                                    | Le Pallet | 8 mai 1946        | 2,23            | Pittoresque Site de la chapelle Sainte-Anne. | 47° 08′ 10″ nord, 1° 19′ 48″ ouest |       |
| Parc du château de la Caraterie                    | Paulx, Saint-Étienne-de-Mer-Morte | 6 août 1980       | 22,95           | Pittoresque | 46° 57′ 47″ nord, 1° 44′ 31″ ouest |       |
| Île Dumet                                          | Piriac-sur-Mer | 9 février 1970    | 36,34           | Pittoresque | 47° 24′ 40″ nord, 2° 37′ 19″ ouest |       |
| Pointe du Castelli                                 | Piriac-sur-Mer | 10 avril 1972     | 0,56            | Pittoresque | 47° 22′ 26″ nord, 2° 33′ 32″ ouest |       |
| Château de Pornic et ses abords                    | Pornic | 28 juin 1955      | 1,48            | Pittoresque | 47° 06′ 47″ nord, 2° 06′ 25″ ouest |       |
| Grandes Vallées et Gourmalon à Pornic              | Pornic | 22 décembre 1975  | 80,43           | Pittoresque Terrains compris entre les noyaux urbains de Pornic et le sud du canal de Haute Perche                                                                                             | 47° 06′ 36″ nord, 2° 06′ 43″ ouest |       |
| Site côtier de Pornichet à Saint-Marc              | Pornichet, Saint-Nazaire | 18 novembre 1969  | 45 674,77       | Pittoresque | 47° 14′ 38″ nord, 2° 18′ 43″ ouest |       |
| Châteaux de Granville et de Briort et leurs abords | Port-Saint-Père | 15 février 1977   | 313,17          | Pittoresque | 47° 09′ 04″ nord, 1° 45′ 40″ ouest |       |
| Grande côte de la presqu'île du Croisic            | Le Pouliguen | 28 juillet 1938   | 37 566,5        | Domaine maritime au large de la côte sauvage au Pouliguen, entre la baie du Scall et la pointe de Penchâteau. Deux sites distincts, au nom identique, sont classés au Croisic et au Pouliguen. | 47° 15′ 32″ nord, 2° 26′ 10″ ouest |       |
| Pointe sud de la presqu'île de Pen-Bron            | La Turballe | 29 juillet 1988   | 14,04           | | 47° 18′ 22″ nord, 2° 30′ 36″ ouest |       |
| Parc de la Noë Bel-Air                             | Vallet | 24 décembre 1980  | 26,74           | Pittoresque | 47° 10′ 44″ nord, 1° 17′ 13″ ouest |       |
| Butte des Deux Moulins des coteaux du Portillon    | Vertou | 7 octobre 1942    | 0,63            | | 47° 08′ 53″ nord, 1° 27′ 47″ ouest |       |